# Aconaemys
Aconaemys (Ameghino, 1891) è un genere di roditori della famiglia dei Ottodontidi.

## Descrizione

### Dimensioni
Al genere Aconaemys appartengono roditori di piccole dimensioni, con lunghezza della testa e del corpo tra 135 e 187 mm, la lunghezza della coda tra 51 e 80 mm e un peso fino a 143 g.

### Caratteristiche craniche e dentarie
Il cranio presenta una regione inter-orbitale appiattita con i margini divergenti, le arcate zigomatiche sono parallele, la bolla timpanica è piccola. La mandibola è robusta. Gli incisivi superiori sono larghi, ortodonti, ovvero con le punte rivolte verso il basso e sono arancioni. I denti masticatori sono simili a quelli del genere Octomys, con la superficie occlusale a forma di 8.
Sono caratterizzati dalla seguente formula dentaria:

### Aspetto
Il corpo è breve e robusto. Il colore del corpo è generalmente bruno-grigiastro, sebbene ci siano variazioni geografiche legate soprattutto alla composizione del terreno. Le dita delle zampe anteriori sono munite di lunghi artigli, eccetto quella del pollice. Il dorso dei piedi è cosparso di peli biancastri o color crema. La coda è lunga circa quanto la metà del corpo e varia notevolmente nella colorazione.

## Distribuzione
Il genere è composto da animali parzialmente fossori diffusi nel Cile e nell'Argentina meridionali.

## Tassonomia
Il genere comprende 3 specie.
- Aconaemys fuscus
- Aconaemys porteri
- Aconaemys sagei